# كاظم آل نوح
الشيخ كاظم بن سلمان آل نوح الكعبي الكاظمي (1302 هـ - 1379 هـ). رجل دين وخطيب حسيني وشاعر ومؤلِّف شيعي عراقي من أهل الكاظميَّة. وكان ينظم الشعر العربي الفصيح والعامي بالعاميَّة العراقيَّة، وله عدة دواوين شعريَّة مطبوعة، كما أنَّ شعره متداول في الكتب الشعريَّة والأدبيَّة ككتاب أدب الطف لجواد شبَّر، وكتاب أدب المحنة لمحمد علي الحلو.

## ولادته ونشأته
ولد آل نوح بمدينة الكاظميَّة في أوائل شهر رجب سنة 1302 هـ، وبها نشأ وترعرع، وقد نشأ يتيم الأب إذ توفي والده سنة 1308 هـ، وتعود أصول أجداده إلى الأهواز حيث ينتمي إلى آل كعب العشيرة العربيَّة المعروفة. وقد ذكر جواد شبَّر في ترجمته له في كتابه أدب الطف: «تلقَّى الكتابة والقراءة عند الكتاتيب ويقفو أثر أبيه في المجالس الحسينية ويستمع اليه بكل لهفة ويكتب القطعة من المراثي ويحفظها ويتلوها على أبيه على الطريقة المألوفة في المآتم الحسينية. درس النحو على السيد محمد ابن السيد محسن العاملي، والشيخ محمد رضا أسد الله، كما درس الفقه عليهما وعلى السيد أحمد الكيشوان وكتاب تجريد الاعتقاد في علم الكلام على الشيخ مهدي المراياتي وبرع في الخطابة حتى عرف ب‍خطيب الكاظمية».

## مؤلفاته
من مؤلَّفاته المذكورة في تراجمه:
| - محمد والقرآن. - الجزم لفصل ابن حزم. ذكره بهذا العنوان آغا بزرگ الطهراني في موسوعته الذريعة إلى تصانيف الشيعة، وكذا في مجلة تراثنا، وهو في مبحث الإمامة. - الحضارة والعرب. - المدنية والإسلام. |  | last = الطهراني | first = آغا بزرگ | authorlink = آغا بزرك الطهراني | title = الذريعة إلى تصانيف الشيعة - ج22 | url =http://shiaonlinelibrary.com/الكتب/3390_الذريعة-آقا-بزرگ-الطهراني-ج-22/الصفحة_188 | pages =186 }} </ref> - رد الشمس لعلي بن أبي طالب. - أمير المؤمنين علي بن أبي طالب. - المواعظ الدينية الصحية. - ديوان شعر. له أكثر من ديوان شعر بالفصحى والعاميَّة العراقيَّة، فقد ذكر أنَّ له أربع دواوين. - ملاحظات على تاريخ الأمة العربية. ملاحظات سجَّلها على كتاب تاريخ الأمة العربيَّة.<ref>{{cite book |